# Renat
Renat – imię męskie pochodzenia łacińskiego. Wywodzi się od słowa oznaczającego „odrodzony na chrzcie”, „urodzony na nowo”.
W Polsce imię rzadkie. W styczniu 2024 w rejestrze PESEL było 665 mężczyzn o imieniu Renat nadanym jako imię pierwsze.
Renat imieniny obchodzi 12 listopada.
Żeński odpowiednik: Renata.

## Odpowiedniki w innych językach
- łacina – Renatus[4]
- język angielski – Rene[1]
- język francuski – René[4]
- język rosyjski – Ренат
- język włoski – Renato[5].

## Imiennicy
- René I Andegaweński
- Kartezjusz (René Descartes)
- René Cassin
- René Char
- René Clair
- René Coty
- René Felber
- René Gâteaux – francuski matematyk
- René Goscinny
- René Guénon
- René Harris
- René Magritte
- René Pleven
- René Thom
- René-Robert Cavelier de La Salle
- José Bento Renato Monteiro Lobato – brazylijski pisarz, autor książek fantastyczno-naukowych i dziecięcych.
- Renato Salvatore (ur. 1955) – włoski duchowny katolicki, generał zakonu kamilianów
- René Steinke – niemiecki aktor